# امپراتریس هو (سلسله هان)
امپراتریس هو (ش. ۱۷۶–۳۰ سپتامبر ۱۸۹)، که با نام پس از مرگ امپراتریس لینگسی شناخته می‌شود یک امپراتریس از سلسله هان شرقی بود. نام واقعی او نامعلوم است. او دومین همسر امپراتور لینگ و مادر امپراتور شائو بود. پس از مرگ امپراتور لینگ در سال ۱۸۹، زمانی که پسر کوچکش، لیو بیان (امپراتور شائو)، امپراتور شد، او امپراتریس بیوه شد. او گرفتار درگیری برادرش هو جین با جناح خواجه شد که هر دو گروه برای کسب قدرت در دربار امپراتوری هان رقابت می‌کردند. پس از ترور هو جین و حذف جناح خواجگان، دونگ ژو، از خلاء قدرت استفاده کرد و نیروهای خود را به سمت پایتخت هدایت کرد و توانست کنترل دولت مرکزی هان را به دست بگیرد. او سپس امپراتور شائو را برکنار و لیو شیه (امپراتور شیان) را جایگزین او کرد و در نهایت امپراتریس بیوه هو را مسموم و به قتل رساند.

## سابقه خانوادگی و سالهای اولیه
بانو هو اهل شهرستان وان (宛縣)، فرماندهی نانیانگ (南陽郡)، که امروزه در نانیانگ قرار دارد، بود. برخلاف اکثر امپراتوریس‌های سلسله هان، او اشراف‌زاده نبود. پدرش، هو ژن (何真)، قصاب بود. نام خانوادگی مادرش نامعلوم است، اما نام کوچک او «شینگ» (興) بود. او دو برادر ناتنی داشت، هو جین (از یک پدر) و هو میائو (از یک مادر) (何苗) و یک خواهر کوچکتر که با پسر خواجه ژانگ رانگ (فرزندخوانده) ازدواج کرد.
براساس داستان‌های عامیانه خانواده امپراتریس با رشوه دادن به خواجه‌هایی که وظیفه انتخاب زنان برای خدمت به امپراتور را داشتند، او را وارد قصر و در نهایت حرمسرای امپراتور لینگ کردند. او هفت چی و یک چوئن قد داشت. در سال ۱۷۶، او برای امپراتور لینگ پسری به نام لیو بیان به دنیا آورد، که با گذشت زمان تبدیل به تنها فرزند پسر زنده امپراتور لینگ شد زیرا سایر فرزندان پسری که قبل از لیو بیان به دنیا آمده بودند در دوران نوزادی و خردسالی مرده بودند. از آنجایی که امپراتور لینگ معتقد بود پسران قبلی خود را به دلیل بدشانسی از دست داده‌است بنابراین به شی زی‌میائو (史子眇) راهب تائوئیست دستور داد تا لیو بیان را بزرگ کند. به لیو بیان لقب «مرزبان [مارکی] شی» (史侯) داده شد. بانو هو بسیار مورد توجه و علاقه امپراتور لینگ قرار گرفت و به او عنوان «بانوی محترم» (貴人) اعطا شد. بانوی محترم هو به حسادت و بی رحمی معروف بود. زنان حرمسرای امپراتور لینگ بسیار از او می‌ترسیدند.

## به عنوان امپراتریس
در ۸ ژانویه ۱۸۱، امپراتور لینگ، بانوی محترم هو را به عنوان امپراتریس معرفی کرد و او را جایگزین امپراتریس سونگ کرد. سال بعد، امپراتور برای احترام به پدر و مادر امپراتریس هو، القابی را به پدر و مادرش اعطا کرد: پدر متوفی او، هو ژن، عنوان پس از مرگی «ژنرال ارابه‌های سواره نظام» (車騎將軍) و «مارکی شوان‌دو از وویانگ» (舞陽宣德侯)؛ مادرش لقب «بانوی وویانگ» (舞陽君) را دریافت کردند.
در همان زمان، یکی از همسران امپراتور لینگ به نام بانوی زیبا وانگ (王美人) باردار شد.  از آنجایی که می‌ترسید امپراتریس هو به فرزند وی آسیب برساند، سعی کرد با مصرف دارو جنین را سقط کند اما آسیبی به جنین نرسید او سپس در خواب رویاهایی در مورد خورشید دید. در سال ۱۸۱، پس از اینکه بانوی زیبا وانگ پسری به نام لیو شیه به دنیا آورد، امپراتریس هو دستور داد تا او را مسموم کنند. امپراتور لینگ هنگامی که متوجه این موضوع شد خشمگین شد و می‌خواست امپراتریس هو را خلع کند، اما خواجه‌ها موفق شدند امپراتور را متقاعد کنند تا از مجازات امپراتریس صرف نظر کند. لیو شیه بی مادر توسط مادربزرگش، امپراتریس بیوه دونگ، بزرگ شد و لقب «مرزبان [مارکی] دونگ» (董侯) به او داده شد.
هنگامی که مقامات و زیر دستان از امپراتور خواستند که یکی از پسرانش را به عنوان ولیعهد معرفی کند، امپراتور لینگ بین انتخاب لیو بیان و لیو شیه، دچار تردید شد. او احساس می‌کرد که لیو بیان برای امپراتور شدن مناسب نیست، زیرا او سبک سر بود و نمی‌توانست احترام مقامات و سایرین را داشته باشد، بنابراین لیو شیه را ترجیح می‌داد. با این حال، او نگران بود که اگر لیو شیه را انتخاب کند، امپراتریس هو برای کمک به برادر ناتنی‌اش هو جین که سمت ژنرال کل (大將軍) را در اختیار داشت و یک شخصیت بسیار با نفوذ در دربار امپراتوری بود مراجعه کند. او در نهایت هیچ‌یک از پسرانش را به عنوان ولیعهد معرفی نکرد.

## به عنوان امپراتریس بیوه
هنگامی که امپراتور لینگ در سال ۱۸۹ به شدت بیمار شد، مخفیانه پسر هشت ساله خود لیو شیه را به ژیان شو دستیار نزدیک و خواجه مورد اعتمادش سپرد. پس از مرگ امپراتور لینگ، جیان شو تلاش کرد تا هو جین را با حیله به کاخ بکشاند، او را به قتل برساند و سپس لیو شیه را بر تخت بنشاند. با این حال، پان ین (潘隱)، خواجه ای که از آشنایان هو جین بود، به ژنرال در مورد نقشه جیان شو هشدار داد. هو جین به اردوگاه نظامی خود بازگشت و وانمود کرد که بیمار است و هنگامی که به کاخ احضار شد با این بهانه از رفتن به کاخ خودداری کرد. نقشه جیان شو برای بر تخت نشاندن لیو شیه شکست خورد. سپس لیو بیان ۱۳ ساله بر تخت سلطنت نشست که در تاریخ به نام امپراتور شائو شناخته می‌شود. امپراتریس هو، به عنوان مادر امپراتور، عنوان امپراتریس بیوه را دریافت کرد و در جلسات دربار در کنار پسرش می‌نشست. از آنجایی که امپراتور شائو بسیار جوان بود، ژنرال هو جین و معلم بزرگ یوان وی (袁隗) به عنوان نایب‌السلطنه امپراتور انتخاب شدند.
در تابستان ۱۸۹، پس از اینکه جیان شو فهمید که هو جین و زیردستانش در حال نقشه کشیدن برای از بین بردن او هستند، سعی کرد سایر خواجگان را متقاعد کند تا در نقشه ترور هو جین با او همکاری کنند. با این حال، گو شنگ (郭勝)، خواجه نزدیک به امپراتریس بیوه هو، آنها را متقاعد کرد تا از همکاری با جیان شو خودداری کنند. هو جین متعاقباً جیان شو را دستگیر و اعدام کرد و سپس کنترل واحدهای نظامی را که قبلاً تحت فرمان جیان شو بودند به دست گرفت. در پاییز ۱۸۹، یوان شائو به هو جین پیشنهاد داد تا جناح خواجه را از بین ببرد و قدرت خود را تحکیم کند. امپراتریس بیوه هو بلافاصله با این درخواست مخالفت کرد زیرا حذف خواجگان او را مجبور می‌کرد تا مرتباً با مردان روبه‌رو شود و این عمل به نظر او توهین آمیز و بی شرمانه بود. مادر امپراتریس بیوه هو (بانوی وویانگ) و هو میائو (何苗) از خواجگان رشوه دریافت کرده بودند تا از آنها محافظت کنند، بنابراین آنها نیز به شدت با نقشه هو جین مخالفت کردند و گفتند که بسیار مدیون خواجه‌ها هستند. (امپراتریس بیوه هو همسر امپراتور لینگ شد زیرا خواجه‌ها به او کمک کردند)
هو جین سپس به پیشنهاد دیگر یوان شائو توجه کرد: او مخفیانه به چند نفر از مقامات نظامی استانی یا جنگ سالاران (دونگ ژو، وانگ کوانگ، چیائو مائو و دینگ یوان) دستور داد تا نیروهای خود را به نزدیکی لوئویانگ، پایتخت امپراتوری هدایت کنند و آشکارا خواستار اعدام خواجه‌ها شوند - به امید اینکه با تحت فشار قرار دادن امپراتریس بیوه او را وادار به اقدام علیه خواجگان کنند. امپراتریس بیوه هو در ابتدا از آسیب رساندن به خواجه‌ها خودداری کرد، اما با نزدیک شدن نیروهای دونگ ژو به لوئویانگ، او به خواجه‌ها دستور داد کاخ را ترک کرده و به مناطق تحت کنترل خود بازگردند (بسیاری از خواجه‌ها توسط امپراتور لینگ عنوان مارکی را دریافت کرده بودند). ژانگ رانگ از خواهر امپراتریس بیوه که با پسر خوانده‌اش ازدواج کرده بود درخواست کرد تا به او کمک کند، بنابراین او این موضوع را به مادرش (بانو وویانگ) اطلاع داد که او نیز به نوبه خود با امپراتریس بیوه هو صحبت کرد. امپراتریس بیوه مجاب شد و خواجگان را به کاخ بازگرداند.
در اواخر اوت یا سپتامبر ۱۸۹، خواجه‌ها نقشه‌ای برای ترور هو جین ترتیب دادند. آنها یک فرمان سلطنتی جعلی به نام امپراتریس بیوه صادر کردند و به هو جین دستور دادند تا برای ملاقات با امپراتریس وارد قصر شود. هه جین در کمین قرار گرفت و به دست خواجگان که او را به خیانت متهم کرده بودند کشته شد. پس از مرگ هه جین، زیردستانش شامل وو کوانگ (吳匡) و ژانگ ژانگ (張璋) به همراه یوان شائو، یوان شو و دیگران، نیروهای خود را برای کشتن خواجگان و انتقام مرگ هو جین به سمت کاخ هدایت کردند. آنها هر کس را که شبیه خواجه‌ها بود، بلافاصله می‌کشتند. برخی از مردان جوان که موی صورت نداشتند، از شدت ناامیدی، شلوارهای خود را جلوی چشمان سربازان درمی‌آورند تا ثابت کنند که خواجه نیستند. در طول حمله، خواجه‌ها امپراتریس بیوه هو، امپراتور شائو و شاهزاده چنلیو (لیو شیه) را گروگان گرفتند و سعی کردند از قصر فرار کنند. لو ژی بر سر راه خواجه دوان گوئی (段珪) قرار گرفت و توانست امپراتریس را از دست او نجات داد. هو میائو که با خواجگان همفکر بود توسط برادر کوچکتر دونگ ژو، دونگ مین (董旻) کشته شد. بیش از ۲۰۰۰ نفر در حمله به کاخ کشته شدند. امپراتور شائو و شاهزاده چنلیو، که در طی هرج و مرج توسط خواجه‌ها از کاخ بیرون برده شده بودند، سرانجام در نزدیکی ساحل رودخانه پیدا شدند و توسط لو ژی و مین گونگ (閔貢) به سلامت به کاخ بازگردانده شدند.

## مرگ
جنگ سالار دونگ ژو در نهایت نیروهای خود را وارد لوئویانگ، پایتخت امپراتوری کرد و از خلاء قدرت برای به دست گرفتن کنترل دولت مرکزی هان استفاده کرد. در ۲۸ سپتامبر ۱۸۹، او امپراتور شائو (رتبه او به «شاهزاده هونگ‌نونگ» تنزل یافت) را برکنار و لیو شیه (شاهزاده چنلیو) را به عنوان امپراتور به تخت نشاند. امپراتریس بیوه هو با ناراحتی شاهد برکناری پسرش از تاج و تخت بود، در حالی که مقامات تنها نظاره گر وقایع بودند و از ترس دشمنی با دونگ ژو جرأت نمی‌کردند چیزی در این مورد بگویند. دونگ ژو متعاقباً امپراتریس بیوه هو را به کاخ یونگ‌آن (永安宮) منتقل کرد و سپس او را مسموم کرد. او همچنین مادر امپراتریس، بانو وویانگ (舞陽君) را کشت. دونگ ژو سپس امپراتور شیان را مجبور کرد تا در مراسم تشییع جنازه امپراتریس در ۲۹ اکتبر ۱۸۹ در روستای فونگ چانگ (奉常亭) که در اطراف پایتخت قرار داشت، شرکت کند. مقاماتی که در مراسم تشییع جنازه شرکت کردند فاقد لباس مناسب عزاداری بودند زیرا لباس‌های رنگی ساده به تن داشتند. مراسم برگزار شده با موقعیت او به عنوان امپراتریس بیوه مناسب نبود. او در آرامگاه ون‌ژائو (文昭陵) در کنار امپراتور لینگ و به عنوان امپراتریس دفن شد این در حالی بود که او عنوان امپراتریس بیوه را داشت. از او با عنوان پس از مرگی «امپراتریس لینگسی» (靈思皇后) تجلیل شد.

## یادداشت
1. ↑  بانوی زیبا وانگ (王美人) اهل ایالت ژائو (趙國؛ در هبی کنونی) بود. پدربزرگ او، وانگ بائو (王苞)، به عنوان ژنرال خاندان برای همه اهداف (五官中郎將) در دربار امپراتوری هان خدمت کرد. او نه تنها چهره‌ای زیبا داشت بلکه در هنر و ریاضیات نیز با استعداد بود. پس از مرگ بانو وانگ، امپراتور لینگ اغلب با نوشتن شعری که به او تقدیم شده بود، سوگواری می‌کرد.[۱۲]